# Korana maculosa
Korana maculosa är en insektsart som beskrevs av William Lucas Distant 1910. Korana maculosa ingår i släktet Korana och familjen dvärgstritar. Inga underarter finns listade i Catalogue of Life.